# Ricamo coreano

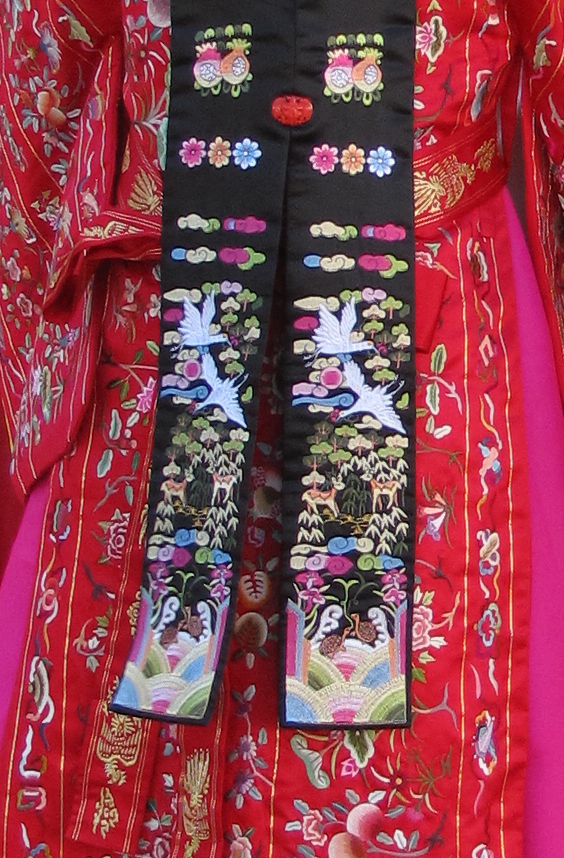
Trame di ricamo coreano.

Il ricamo coreano prevede l'uso di fili colorati per creare disegni e motivi su tessuti come seta, cotone e lino. I disegni possono essere ispirati alla natura, ai paesaggi, alle figure umane e agli animali, e possono essere utilizzati per decorare vestiti, tovaglie, tende e altri oggetti per la casa. Il 15 ottobre 1984 è diventato Patrimonio culturale immateriale nazionale. Tale arte è principalmente diffusa nell'area di Busan.

## Origini
Si ritiene che in Corea il ricamo abbia avuto inizio nel periodo preistorico, ma sono state ritrovate solo opere del periodo Joseon. Il suo sviluppo è parallelo a quello tessile e, secondo i registri storici, la sua origine risale al periodo dei Tre Regni (57 a.C. – 668 d.C.).
Durante il periodo Goryeo (877 – 1394), il ricamo divenne così diffuso da essere utilizzato anche sugli abiti della gente comune. Con l'inizio del periodo Joseon (1392 – 1910), la pratica si sviluppò ulteriormente e si divise in "ricami reali" (궁수?, gungsuLR), uno stile di ricamo che veniva realizzato su un capo di palazzo da abili dame di corte, e "ricami comuni" (민수?, minsuLR), realizzati ed utilizzati dal popolo. Durante questo periodo, il ricamo è stato associato alla bellezza naturale della Corea e ai valori tradizionali del paese.

## Tecnica ed utilizzo
Per ricamare viene fissato su un telaio il tessuto su cui lavorare e su di esso viene disegnato uno schizzo di ciò che verrà successivamente ricamato. Al termine del ricamo, il telaio viene scosso per rimuovere la polvere e viene applicato sul retro della superficie ricamata un sottile strato di pasta in modo da non far disperdere i punti. Il pezzo ricamato viene quindi posto all'ombra per asciugare ed infine rimosso dal telaio.

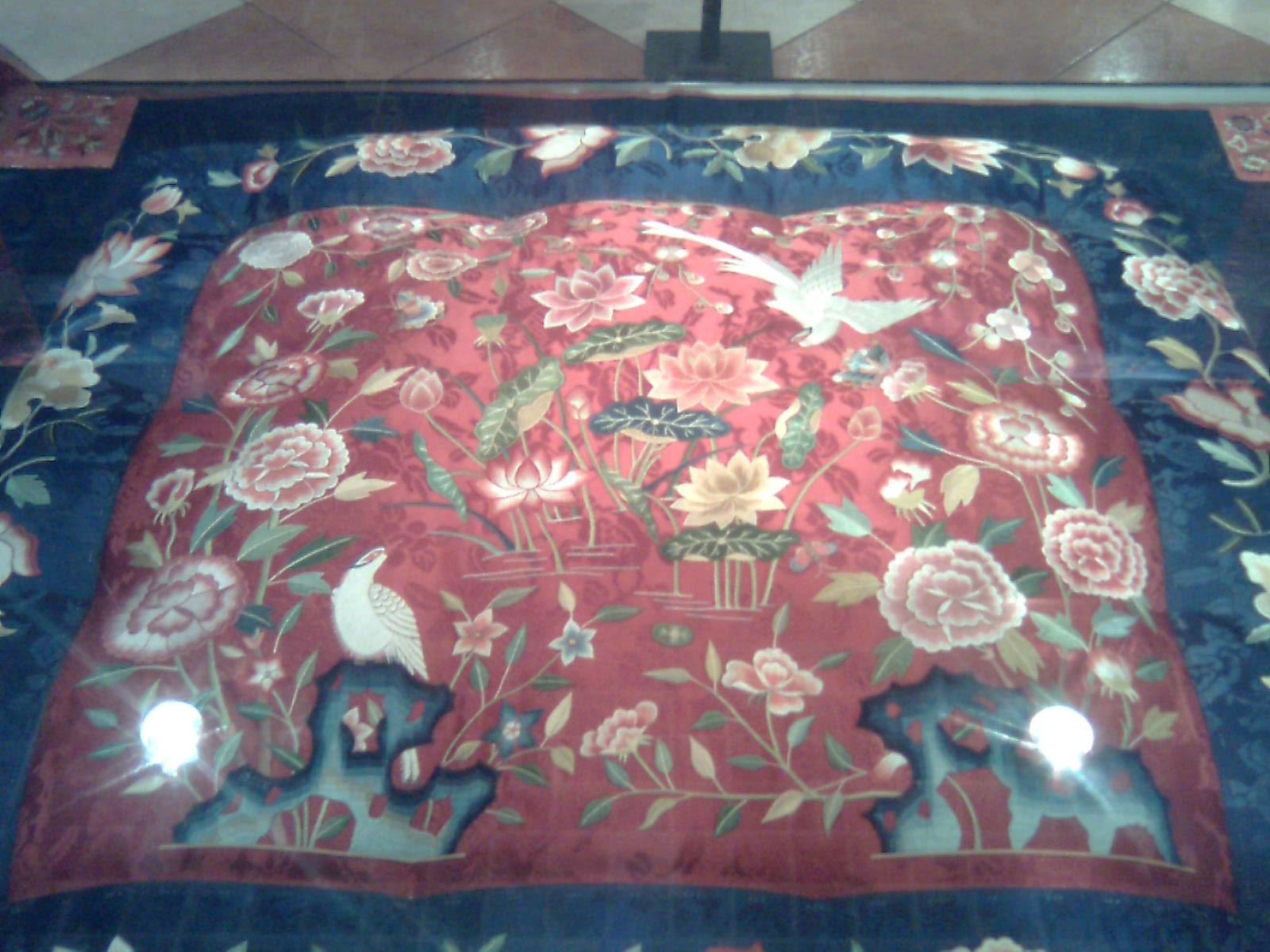
Cuscino di una principessa coreana.

Il ricamo si è sviluppato come riflesso dell'ambiente di vita, dei costumi e delle credenze dei coreani. Era ampiamente utilizzato per decorare ogni aspetto della vita quotidiana coreana ed era associato ai valori tradizionali come la bellezza naturale, la semplicità e la pazienza; in epoca moderna è diventato una forma d'arte contemporanea apprezzata in tutto il mondo.
Sono utilizzati temi come animali, piante, calligrafia, paesaggi e tutto ciò che rappresenta elementi familiari dell'ambiente circostante. Ogni pezzo di tessuto può essere ricamato solo con ago e filo, e l'utilizzo di colori vivaci era ed è usato per far risaltare le immagini rappresentate. Il ricamo prevede l'utilizzo di diversi tipi di fili, come seta, cotone e lino, e utilizza una varietà di tecniche di ricamo per creare motivi e disegni sul tessuto. Ci sono molteplici tecniche di ricamo, che variano in base allo spessore e all'intreccio dei fili. Tra le più usate ci sono:
- Ieumsu (이음수?): tecnica dalla quale risultano linee sottili e semplici collegate tra loro;
- Pyeongsu (평수?): tecnica nella quale il tessuto viene ricamato in direzione verticale, orizzontale e obliqua, a creare una linea spessa e piatta;
- Maedeupsu (매듭수?): tecnica che prevede l'intreccio del filo in tanti nodi al fine di creare trame floreali;
- Jaritsu (자릿수?): tecnica nella quale il filo viene intrecciato in nodi stretti, come a creare una stuoia;
- Jaryeonsu (자련수?): tecnica che prevede l'utilizzo di punti incrociati corti e lunghi.[2][1][3]

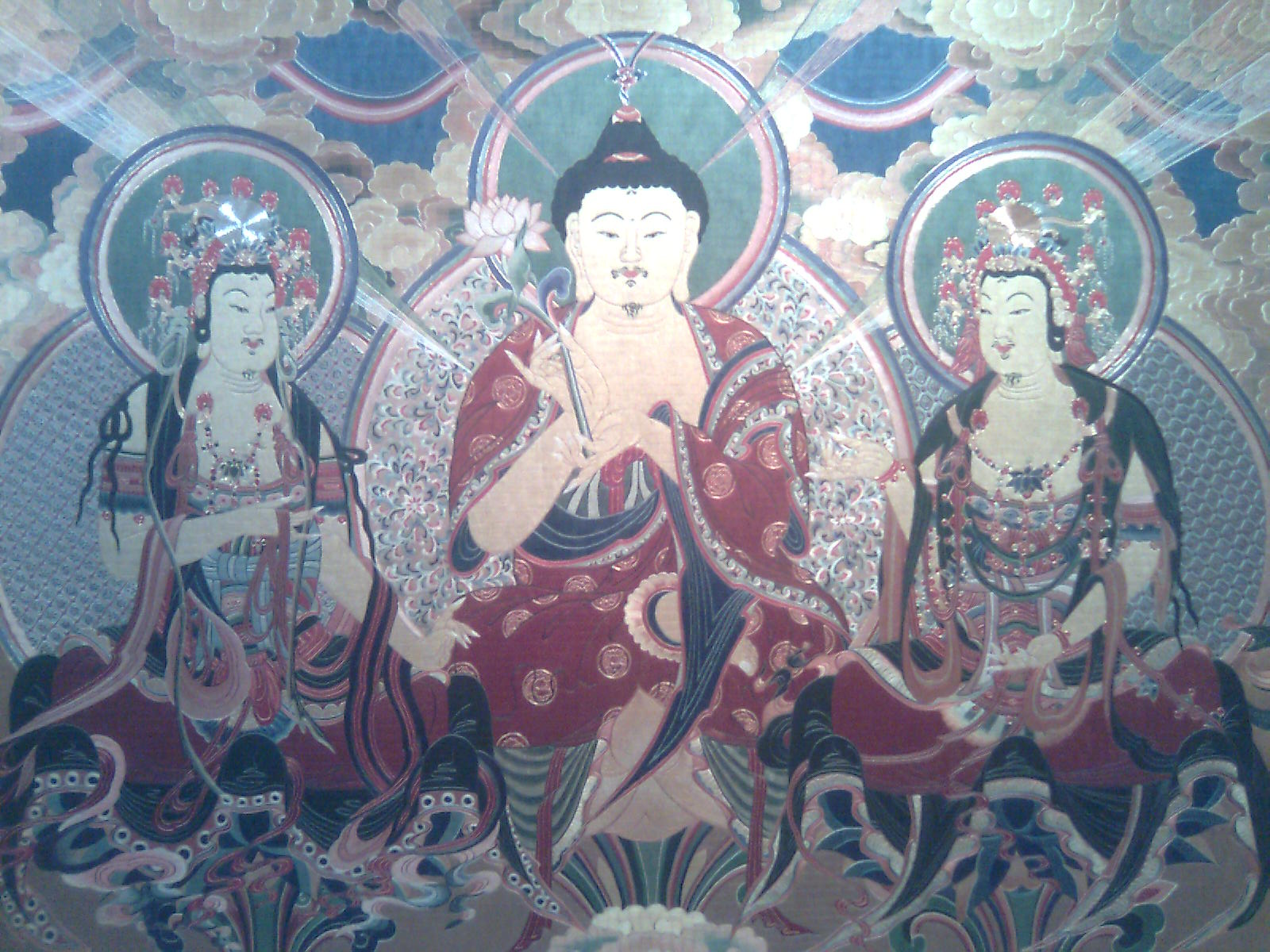
Ricamo del guru Bhaisajya.

Il ricamo è spesso usato per ornare abbigliamento, accessori per la casa e altri utensili. In generale il suo utilizzo può essere suddiviso in: 
- Ricamo religioso, effettuato come momento di devozione ed appagamento nel quale i soggetti principalmente rappresentati erano il Buddha o le scritture buddhiste;
- Ricamo abitativo, principalmente usato per decorare appendiabiti e piccoli oggetti per la casa per esaltare il valore artistico del mobilio;
- Ricamo decorativo, usato spesso per decorare i paraventi pieghevoli o quadri con lo scopo di esaltare l'ambiente tramite il ricamo di immagini e scritte;
- Ricamo d'abbigliamento, usato per abbellire il vestiario ma anche accessori, come per esempio le borse.[3]